# Tytthocope megalura
Tytthocope megalura is een pissebed uit de familie Munnopsidae. De wetenschappelijke naam van de soort is voor het eerst geldig gepubliceerd in 1872 door Georg Ossian Sars.